# Adromischus fallax
Adromischus fallax är en fetbladsväxtart som beskrevs av H. Tölken. Adromischus fallax ingår i släktet Adromischus och familjen fetbladsväxter. Inga underarter finns listade i Catalogue of Life.